# Challenger de Chennai 2014
El torneo P.L. Reddy Memorial ATP Challenger 2014, fue un torneo profesional de tenis. Perteneció al ATP Challenger Tour 2014. Se disputó su 1ª edición sobre superficie dura, en Chennai, India entre el 3 y el 9 de febrero de 2014.

## Jugadores participantes del cuadro de individuales
| Favorito | País                 | Jugador          | Rank1 | Posición en el torneo |
| -------- | -------------------- | ---------------- | ----- | --------------------- |
| 1        | Bandera de la India  | Somdev Devvarman | 103   | Semifinales           |
| 2        | Bandera de Rusia     | Yevgueni Donskoi | 129   | Semifinales           |
| 3        | Bandera de Eslovenia | Blaž Rola        | 152   | Segunda ronda         |
| 4        | Bandera de Ucrania   | Illya Marchenko  | 160   | Segunda ronda         |
| 5        | Bandera de Moldavia  | Radu Albot       | 167   | Primera ronda         |
| 6        | Bandera de Francia   | David Guez       | 169   | Primera ronda         |
| 7        | Bandera de la India  | Yuki Bhambri     | 173   | CAMPEÓN               |
| 8        | Bandera de Italia    | Thomas Fabbiano  | 183   | Segunda ronda         |

- 1 Se ha tomado en cuenta el ranking del 27 de enero de 2014.

### Otros participantes
Los siguientes jugadores recibieron una invitación (wild card), por lo tanto ingresan directamente al cuadro principal:
- Ramkumar Ramanathan
- Saketh Myneni
- Jeevan Nedunchezhiyan
- N. Sriram Balaji

Los siguientes jugadores ingresan al cuadro principal tras disputar el cuadro clasificatorio:
- Prajnesh Gunneswaran
- Sanam Singh
- Victor Baluda
- Michael Venus

## Jugadores participantes en el cuadro de dobles

### Cabezas de serie
| Favorito | País                 | Jugador            | País                     | Jugador            | Rank1 | Posición en el torneo |
| -------- | -------------------- | ------------------ | ------------------------ | ------------------ | ----- | --------------------- |
| 1        | Bandera de Tailandia | Sanchai Ratiwatana | Bandera de Tailandia     | Sonchat Ratiwatana | 210   | Primera ronda         |
| 2        | Bandera de la India  | Yuki Bhambri       | Bandera de Nueva Zelanda | Michael Venus      | 270   | CAMPEONES             |
| 3        | Bandera de Filipinas | Ruben Gonzales     | Bandera de Nueva Zelanda | Artem Sitak        | 326   | Semifinales           |
| 4        | Bandera de España    | Gerard Granollers  | Bandera de España        | Adrián Menéndez    | 366   | Cuartos de final      |

- 1 Se ha tomado en cuenta el ranking del 27 de enero de 2014.

## Campeones

### Individual Masculino
- Yuki Bhambri derrotó en la final a  Alexander Kudryavtsev por 4-6, 6-3, 7-5.

### Dobles Masculino
- Yuki Bhambri /  Michael Venus derrotaron en la final a  N. Sriram Balaji /  Blaž Rola por 6-4, 7-63.

- Datos: Q15705663